# ورخنیه لابکوماخی
ورخنیه لابکوماخی (به لاتین: Verkhneye Labkomakhi) یک منطقهٔ مسکونی در روسیه است که در شهرستان لواشینسکی واقع شده‌است.